# İsmail Enver
İsmail Enver (em turco otomano: اسماعيل انور), conhecido pelos europeus como Enver Paxá (em turco: Enver Paşa) ou Enver Bei (Constantinopla, 22 de novembro de 1881 - Tajiquistão, 4 de agosto de 1922) foi um oficial militar e político turco, um dos líderes da revolução organizada pelos chamados Jovens Turcos. Liderou o exército do Império Otomano na Guerra dos Bálcãs e na Primeira Guerra Mundial. Graças às suas contribuições à revolução, ele recebeu o apelido de Hürriyet Kahramanı ("Herói da Liberdade").
Enver Bei nasceu numa próspera família em Constantinopla. Estudou em diferentes graus das escolas militares do Império até ser formado na Academia Militar Harp, em 1903. Foi promovido a Caide em 1906, e depois mandado para Thessalonica, base do 3.º Exército. Durante seu serviço na cidade, virou membro do Comitê da União e Progresso. Ele fez importantes contribuições para a instituição da Constituição Otomana. Foi a segunda tentativa depois da primeira constituição ter sido abolida pelo califa Abdul Hamid II em 1878. Foi enviado a Berlim, como diplomata; lá estudou a doutrina militar prussiana e levou essa influência para o exército otomano.
Durante a I Guerra Mundial Enver Paxá foi comandante supremo das forças armadas otomanas, era ambicioso e sonhava em reconquistar a Ásia central e áreas que haviam perdido para a Rússia anteriormente. Ele era, no entanto, um comandante medíocre. Ele lançou uma ofensiva contra os russos no Cáucaso, em dezembro de 1914, com cem mil soldados, insistindo em um ataque frontal contra as posições russas montanhosas no inverno. Ele perdeu 86% de sua força na Batalha de Sarecamixe.